# Saint-Denis-en-Margeride
Saint-Denis-en-Margeride ist eine französische Gemeinde  mit 142 Einwohnern (Stand: 1. Januar 2022) im Département Lozère in der Region Okzitanien. Sie gehört zum Kanton Saint-Alban-sur-Limagnole und zum Arrondissement Mende. 

## Lage
Das Gemeindegebiet wird vom Flüsschen Mézère durchquert, das zur Truyère entwässert.
Die Gemeinde grenzt im Nordwesten an Saint-Alban-sur-Limagnole, im Norden an Sainte-Eulalie, im Nordosten an Saint-Paul-le-Froid und La Panouse (Berührungspunkt), im Osten und im Südosten an Monts-de-Randon, im Süden an Les Laubies, im Südwesten an Serverette und im Westen an Fontans.

## Bevölkerungsentwicklung
| Jahr      | 1962 | 1968 | 1975 | 1982 | 1990 | 1999 | 2008 | 2018 |
| --------- | ---- | ---- | ---- | ---- | ---- | ---- | ---- | ---- |
| Einwohner | 404  | 375  | 326  | 284  | 254  | 207  | 196  | 164  |

## Persönlichkeiten
- Victor Sartre (1902–2000), Erzbischof